# Samia Ghali
Pour les articles homonymes, voir Ghali.
Samia Ghali, née le 10 juin 1968 à Marseille (Bouches-du-Rhône), est une femme politique française.
Membre du Parti socialiste jusqu’en 2018, elle est successivement élue conseillère de secteur en 1995, conseillère municipale de Marseille en 2001, vice-présidente du conseil régional de Provence-Alpes-Côte d'Azur en 2004 et maire du 8e secteur de Marseille en 2008. Elle est également sénatrice des Bouches-du-Rhône de 2008 à 2020.
Candidate malheureuse à la primaire citoyenne en vue des élections municipales de 2014 à Marseille, elle se présente à celles de 2020 et est élue adjointe au maire de Marseille, à la suite d’un accord avec Michèle Rubirola pour l’élection du maire. Elle est élue conseillère départementale des Bouches-du-Rhône l’année suivante.

## Biographie

### Origines et formation
Ses parents sont algériens d'origine chaouie, natifs de l'Aurès. Son père rentre en Algérie quand elle a six mois ; elle ne le connaîtra jamais. Séparée de sa mère, elle est élevée par ses grands-parents.
Habitante du quartier populaire de Bassens à Marseille, elle fait un CAP de comptabilité et devient salariée dans une mutuelle, puis permanente de la fédération socialiste des Bouches-du-Rhône et enfin agent territorial au conseil régional de Provence-Alpes-Côte d'Azur (déléguée aux sports, à la jeunesse et à la vie associative).

### Parcours politique
Samia Ghali adhère en 1984 à la section socialiste du 15e arrondissement de Marseille, introduite par un de ses professeurs de lycée. Elle milite avec Patrick Mennucci dans ces anciens fiefs du PCF, où le Front national fait des scores grandissants.
Élue conseillère du 8e secteur, au côté du maire Guy Hermier (PCF), en 1995, puis conseillère municipale en 2001, elle emporte la mairie du 8e secteur dès le premier tour en 2008. Jean-Noël Guérini, tête de liste PS à Marseille, battu par l'UMP Jean-Claude Gaudin, avait annoncé son intention d'en faire sa première adjointe en cas de victoire. En tant que maire du 8e secteur, elle réduit les frais de fonctionnement et développe des actions pour les enfants et les adolescents ainsi que leurs mères.
Alors qu'elle est vice-présidente du conseil régional de Provence-Alpes-Côte d'Azur de 2004 à 2008, elle participe à neuf votes en faveur d'associations dirigées par des cousins pour un million d'euros. En 2021, elle échappe à des poursuites du parquet national financier pour cause de prescription des faits.
Placée en quatrième position sur la liste menée par Jean-Noël Guérini aux élections sénatoriales 2008, elle est élue sénatrice,. Au Sénat, elle est la seule sénatrice PS à voter contre la loi Hadopi, qu'elle juge « inégalitaire », alors que les autres membres du groupe socialiste s'abstiennent. Elle se prononce pour le maintien des juges de proximité et des commissariats de proximité en zone de sécurité prioritaire et dans les zones rurales, pour la création de « zones franches de santé » dans les déserts médicaux (son amendement n'est pas retenu dans le cadre de la loi Santé) ou encore pour la mise en place d'une métropole d'Aix-Marseille-Provence efficace et juste qui préserve l'identité des communes et leur autonomie. 
Le 30 août 2012, elle prône le recours à l'armée et le retour du service militaire pour les délinquants, à la suite de règlements de compte sur fond de trafic de drogue à Marseille, ce qui lui donne une grande visibilité médiatique,.

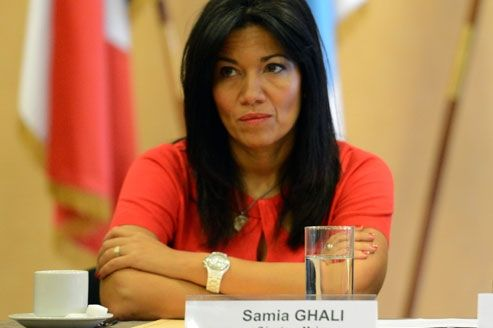
Samia Ghali en 2013.

Le 21 janvier 2013, elle se déclare candidate à la mairie de Marseille en vue des élections municipales de 2014. Elle arrive en tête du premier tour de la primaire PS, avec 25,3 % des suffrages, devant Patrick Mennucci (20,7 %), qui emporte le second tour, le 20 octobre, avec 57,2 % des voix. Elle déclare avoir perdu contre les cinq candidats à la primaire, qui ont tous, à l'exception de Christophe Masse, rallié son adversaire, et affirme publiquement que Matignon est intervenu pour favoriser la candidature de Patrick Mennucci. Au soir de sa défaite, elle laisse ses partisans huer le président de la République, François Hollande, et le Premier ministre, Jean-Marc Ayrault.
Candidate à sa réélection dans le huitième secteur de Marseille, elle est la seule maire de secteur socialiste à Marseille à être réélue après le second tour des élections municipales de 2014 en obtenant 45,5 % des voix. Elle est critique envers les lois votées par le gouvernement de Jean-Marc Ayrault, reprochant à celui-ci d'avoir pris « trop de mesures sociétales et pas assez de mesures sociales ».
En août 2014, elle alerte le procureur de la République après qu'une de ses adjointes a refusé de célébrer un mariage homosexuel. Elle retire la délégation de l'élue peu après. 
Le 28 septembre 2014, lors des élections sénatoriales, elle déclare que « certains candidats, comme Jean-Noël Guérini, ont profité de leur situation pour distribuer de l'argent public en échange de voix ». Réélue de justesse lors de ces élections, elle participe en décembre 2014 à l'émission télévisée Politiques Undercover, diffusée sur D8.

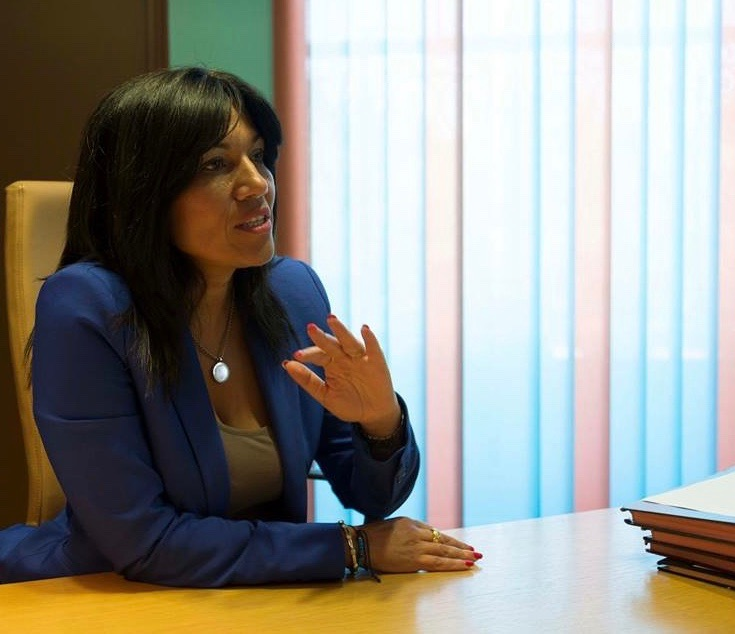
Samia Ghali dans son bureau de la mairie du 8e secteur de Marseille.

Lors de l'élection présidentielle de 2017, elle annonce ne pas souhaiter parrainer Benoît Hamon et « se sentir franchement proche » de La France insoumise et de Jean-Luc Mélenchon.
Le 29 septembre 2017, en application de la loi limitant le cumul des mandats, elle privilégie son mandat de sénatrice et cède son écharpe et son fauteuil de maire du 8e secteur de Marseille à son premier adjoint Roger Ruzé. Elle annonce, d'ores et déjà, sa candidature comme tête de liste aux élections municipales de 2020 dans ce secteur.
Elle ne renouvelle pas son adhésion au Parti socialiste en 2019 et créé un micro-parti, « Marseille avant tout », en préparation de sa candidature aux élections municipales de 2020 à Marseille. Elle officialise sa candidature le 8 décembre 2019.
Lors du premier tour, les listes qu’elle conduit obtiennent 6,4 % des suffrages au niveau de Marseille. Samia Ghali dénonce dans la foulée des « fraudes massives » dans l’organisation du scrutin. Avec de bons scores dans les quartiers nord, elle arrive en tête dans les 15e et 16e arrondissements de Marseille, où elle est tête de liste, devant la liste du Rassemblement national (RN), puis l’emporte au second tour avec 38,2 % des voix, après avoir fait alliance avec la liste d’Europe Écologie Les Verts (EÉLV) entre les deux tours,.
Alors que la candidate victorieuse, Michèle Rubirola, ne dispose que d'une majorité relative au conseil municipal de Marseille, le rôle de Samia Ghali dans l'élection du maire de la ville est largement commenté dans les médias, les huit élus municipaux issus de sa liste dans le 8e secteur étant susceptibles d'apporter des voix décisives dans la procédure de désignation,. Elle émet notamment la possibilité de devenir la première adjointe de Michèle Rubirola, mais cette dernière oppose une fin de non-recevoir à sa proposition,. Lors du scrutin, le 4 juillet 2020, Samia Ghali se présente à la mairie de Marseille et obtient 8 voix lors du premier tour. Après de longues négociations, elle retire sa candidature en vue du second tour, soutient Michèle Rubirola et est élue deuxième adjointe de la nouvelle municipalité, chargée de l’égalité des territoires, des relations euro-méditerranéennes, de l’attractivité et des grands événements marseillais. Alors que des soupçons de fraudes pèsent sur la campagne, plusieurs figures de son secteur sont placées en garde à vue, dont deux colistiers de Samia Ghali, qui se voient retirer leur délégation d’adjoints,.
En décembre 2020, à la suite de la démission de Michèle Rubirola, elle devient troisième adjointe de Benoît Payan, élu maire, chargée de la stratégie municipale sur les projets structurants de la ville, pour lʼégalité et lʼéquité des territoires, de la relation avec lʼAgence nationale pour la rénovation urbaine, des grands équipements, de la stratégie événementielle, des grands événements, de la promotion de Marseille et des relations méditerranéennes,.
Lors des élections départementales de 2021, Samia Ghali est candidate dans le canton de Marseille-4 avec Azad Kazandjian, sous l'étiquette de l'Union de gauche, écologiste et citoyenne (UGEC). Ils l'emportent au second tour avec 60,8 % des voix, face au binôme du Rassemblement national (39,2 %).

### Vie privée
Samia Ghali est mariée à Franck Dumontel, ancien footballeur professionnel à l'US Créteil Lusitanos. Ce sportif de haut niveau s'est reconverti comme collaborateur politique, d'abord auprès d'Élisabeth Guigou. Il a ensuite été successivement directeur de cabinet du président du conseil régional de Provence-Alpes-Côte d'Azur, Michel Vauzelle, puis du président de la communauté urbaine Marseille Provence Métropole, Eugène Caselli. Selon Alexandre Guérini, c'est Franck Dumontel, qu'il décrit comme son « ami intime », qui est le « vrai président de la communauté urbaine » durant cette période. Franck Dumontel est actuellement directeur de cabinet de la maire socialiste d'Avignon, Cécile Helle.
Samia Ghali est mère de quatre enfants,,. Elle vit sur les hauteurs du quartier du Roucas-Blanc, dans le 7e arrondissement de Marseille. 
En mai 2016, l'élue socialiste est visée par une enquête préliminaire du parquet national financier sur son patrimoine et les conditions d'achat de sa villa sur les hauteurs de la cité phocéenne. Le 20 septembre 2017, son domicile est perquisitionné. L'affaire, qui avait commencé par une lettre anonyme, est classée sans suite en décembre 2021, pour cause de prescription des faits.

## Détail des mandats et fonctions

### Au Sénat
- 1er octobre 2008 – 3 août 2020 : sénatrice des Bouches-du-Rhône.

### Au niveau local
- Depuis le 25 mars 2001 : conseillère municipale de Marseille.
- 25 mars 2001 – 31 décembre 2015 : conseillère communautaire à la communauté urbaine Marseille Provence Métropole.
- 2 avril 2004 – 30 novembre 2008 : vice-présidente du conseil régional de Provence-Alpes-Côte d'Azur.
- 31 mars 2008 – 29 septembre 2017 : maire du huitième secteur de Marseille.
- 17 avril 2008 – 30 mars 2014 : vice-présidente de la communauté urbaine Marseille Provence Métropole.
- Depuis le 1er janvier 2016 : conseillère métropolitaine à la métropole d'Aix-Marseille-Provence.
- Depuis le 4 juillet 2020 : deuxième puis troisième adjointe au maire de Marseille.
- Depuis le 1er juillet 2021 : conseillère départementale des Bouches-du-Rhône (élue dans le canton de Marseille-4).

## Résultats électoraux

### Élections sénatoriales
Les résultats ci-dessous concernent uniquement les élections où elle est tête de liste.
| Année | Parti | Parti | Circonscription  | Voix | %   | Rang | Sièges |
| ----- | ----- | ----- | ---------------- | ---- | --- | ---- | ------ |
| 2014  |       | PS    | Bouches-du-Rhône | 339  | 9,7 | 4e   | 1      |

### Élections départementales
| Année | Parti | Parti | Canton      | Colistier       | 1er tour | 1er tour | 1er tour | 2d tour | 2d tour | 2d tour | Issue |
| Année | Parti | Parti | Canton      | Colistier       | Voix     | %        | Rang     | Voix    | %       | Rang    | Issue |
| ----- | ----- | ----- | ----------- | --------------- | -------- | -------- | -------- | ------- | ------- | ------- | ----- |
| 2021  |       | UGE   | Marseille-4 | Azad Kazandjian | 1 778    | 27,7     | 2e       | 4 580   | 60,8    | 1re     | Élue  |

### Élections municipales
Les résultats ci-dessous concernent uniquement les élections où elle est tête de liste.
| Année | Parti              | Parti | Circonscription         | 1er tour | 1er tour | 1er tour | 2d tour | 2d tour | 2d tour | Sièges | Sièges |
| Année | Parti              | Parti | Circonscription         | Voix     | %        | Rang     | Voix    | %       | Rang    | CS     | CM     |
| ----- | ------------------ | ----- | ----------------------- | -------- | -------- | -------- | ------- | ------- | ------- | ------ | ------ |
| 2008  |                    | PS    | 8e secteur de Marseille | 11 643   | 52,3     | 1re      |         |         |         | 30     | 10     |
| 2014  | 6 634              | PS    | 8e secteur de Marseille | 31,7     | 1re      | 10 716   | 45,5    | 1re     | 17      | 6      |        |
| 2020  |                    | DVG   | 8e secteur de Marseille | 3 275    | 25,8     | 1re      | 5 025   | 38,2    | 1re     | 17     | 8      |
| 2020  | Ville de Marseille | DVG   | 10 381                  | 6,4      | 7e       | 2,9      | 5 025   | 5e      |         | 17     | 8      |

### Primaire citoyenne à Marseille
| Année | Parti | Parti | 1er tour | 1er tour | 1er tour | 2d tour | 2d tour | 2d tour | 2d tour          |
| Année | Parti | Parti | Voix     | %        | Rang     | Voix    | %       | Issue   | Adversaire       |
| ----- | ----- | ----- | -------- | -------- | -------- | ------- | ------- | ------- | ---------------- |
| 2013  |       | PS    | 5 151    | 25,3     | 1re      | 10 044  | 42,8    | Battue  | Patrick Mennucci |

## Décorations
- Chevalier de la Légion d'honneur (nommée en 2022[57], reçue dans l'ordre le 8 février 2025[58]).
- Médaille de la jeunesse, des sports et de l'engagement associatif, argent (2025)[59].

## Publications
- La Marseillaise, Le Cherche midi, 2013  (ISBN 9782749132631)[60].